# Contrattazione collettiva
La contrattazione collettiva, nel diritto del lavoro in Italia, indica accordi e vincoli contrattuali stipulati tra le parti interessate, dal quale scaturiscono degli accordi autonomi (chiamati contratti collettivi nazionali di lavoro) con cui si stabiliscono i parametri e le regole fondamentali cui dovranno attenersi i contratti di lavoro individuali.
La contrattazione decentrata è un altro tipo di contratto collettivo - previsto solo per la pubblica amministrazione italiana - che contiene disposizioni e norme di carattere accessorio al contratto principale, solitamente di tipo indennitario ed economico.
Avendo forza di legge, opera diversamente dai contratti e patti fra privati: non contempla un diritto di recesso alle parti contraenti, esercitabile nel preavviso e con le eventuali penali che un contratto può prevedere. Dopo la firma, è vincolante fino al successivo rinnovo.

## Descrizione
Il termine "contrattazione collettiva" fu coniato nel 1891 da Martha Beatrice Webb, una sociologa britannica, per definire quei tipi di contrattazione collettiva che si svilupparono dal Settecento in poi in Gran Bretagna.

## Contrattazione collettiva nel mondo

### Italia

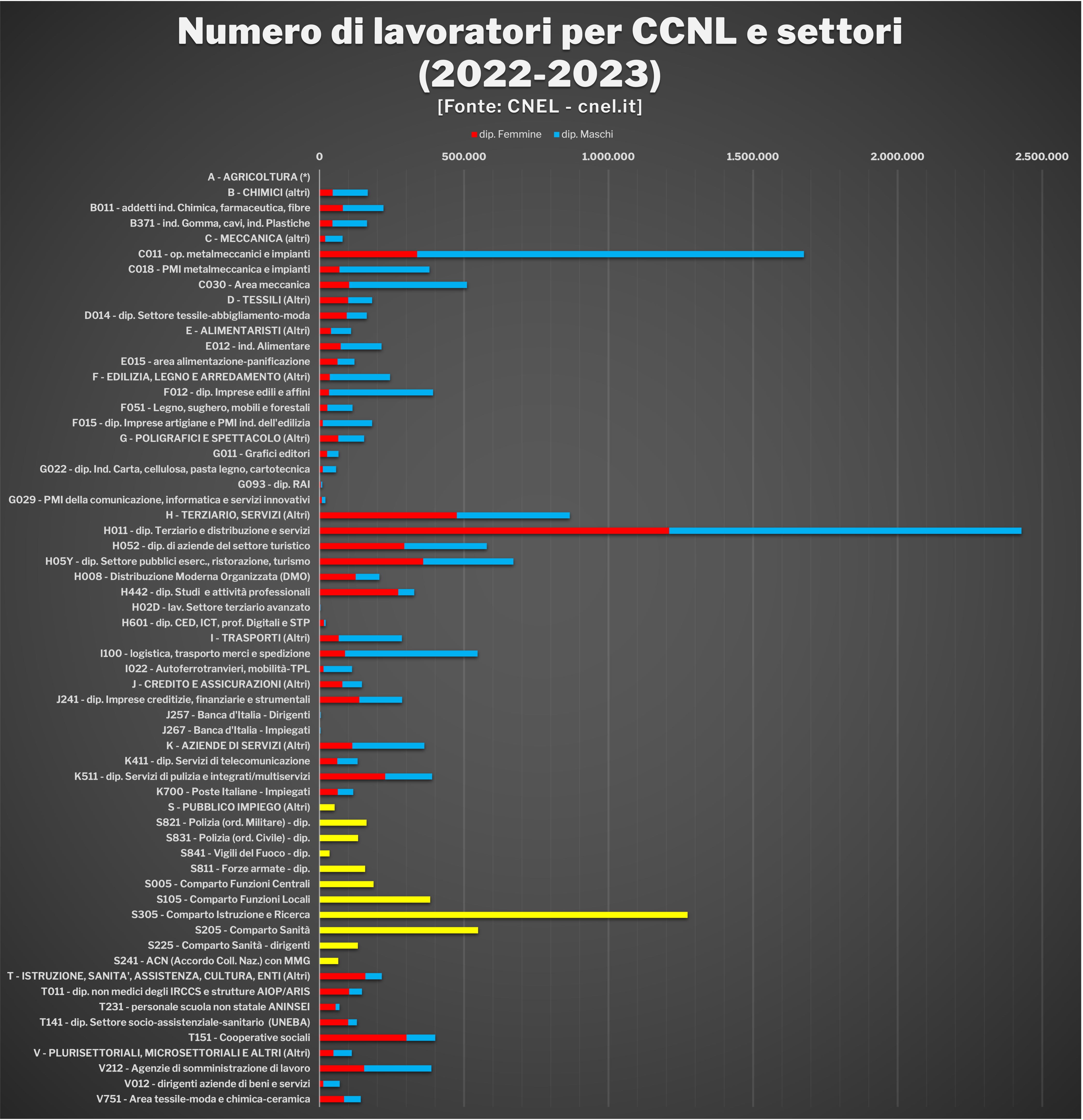
Numero di lavoratori secondo i più importanti CCNL italiani e i relativi macrosettori (dati 2022-2023, fonte CNEL).

#### Evoluzione storica
In epoca fascista vi era una contrattazione collettiva di tipo corporativista, in cui ogni categoria di lavoratori aveva un proprio sindacato, ma gli accordi erano pressoché stabiliti dallo Stato.
Con la costituzione (1948) l'attività sindacale viene riconosciuta come libera e indipendente, e con personalità giuridica qualora il sindacato sia registrato (cosa, ad oggi, non ancora avvenuta). 

#### Caratteristiche

##### I soggetti
I soggetti della contrattazione collettiva sono i sindacati dei lavoratori e le organizzazioni dei datori di lavoro, sebbene nei casi particolare - a seconda dell'ente e degli interessi particolari - il governo italiano possa intervenire come promotore o arbitro.

##### Il contenuto
I contenuti sono di due tipi: vi è una parte normativa che riguarda gli aspetti retributivi e le regole fondamentali da applicarsi ai singoli rapporti di lavoro (ferie, permessi, malattia, ecc.); una seconda parte riguarda invece i cosiddetti aspetti obbligatori, cioè detta la disciplina dei rapporti tra le parti collettive.

##### La derogabilità
Rispetto ad una legge ordinaria, non ha potere abrogativo nei confronti di altri atti legislativi. Per cui è tenuto a non creare contrasti di giurisprudenza con le leggi vigenti al momento della stipula, a pena di inefficacia. Data la sua natura negoziale, è ovviamente subordinato alla legge, rispetto alla quale può derogare solo in senso più favorevole al lavoratore.
La regola generale è nel senso che la fonte inferiore (il contratto individuale rispetto al CCNL, il CCNL rispetto alla legge) possa derogare a quella superiore solo in senso più favorevole ai lavoratori (cosiddetta derogabilità in melius) e mai in senso ad essi sfavorevole (inderogabilità in peius). Se tra le fonti non sussiste un rapporto di gerarchia (es. rapporto tra contratti collettivi, anche di diverso livello), il contrasto si risolve secondo il criterio della successione temporale, in quanto un contratto collettivo successivo può sicuramente derogare, anche in senso peggiorativo, rispetto alla disciplina collettiva previgente. 
Secondo l'art. 39, 4° comma della Costituzione, il contratto collettivo ha efficacia obbligatoria cosiddetto erga omnes, dunque verso tutti gli appartenenti alla categoria alla quale il contratto si riferisce attribuendo ad esso efficacia di norma giuridica. Allo stato attuale non è così in quanto le associazioni sindacali (effettivamente enti di fatto in quanto associazioni non riconosciute) dovrebbero registrarsi in base a disposizioni attuative per la quale non è mai stata emanata legge di esecuzione, rendendo effettivamente impossibile adempiere al dettato costituzionale.

### Stati Uniti d'America
Negli Stati Uniti vige un sistema misto di salario minimo (a 7,25$ all'ora) e di contratti collettivi. Dal 1935 il National Labor Relations Act (ora facente parte dello US Code, Titolo 29, Capitolo 7, sezione §151-169) consente ai dipendenti di potersi organizzare in "trade union" e di godere di numerosi diritti, oltre ad essere la fonte di gran parte dei contratti nazionali collettivi nel settore privato.